# Assassinat d'Humbert Ier d'Italie
L'assassinat d'Humbert Ier, roi d'Italie, a eu lieu le 29 juillet 1900 à Monza, en Lombardie, lors de la cérémonie de clôture d'un concours de gymnastique. Le roi avait déjà échappé à deux attentats anarchistes, l'un en 1878 par Giovanni Passannante et l'autre en 1897 par Pietro Acciarito. Le drame  survient après un discours d'une heure du roi, ponctué d'humour. Il décide de partir vers 22 h 30 et se dirige vers la calèche royale, tandis que la foule applaudit et que la fanfare entonne l'hymne italien, la Marcia Reale.  
Plus généralement, l'assassinat d'Humbert Ier intervient dans un contexte de terreur anarchiste, rappelant notamment d'autres attentats ou tentatives d'attentats perpétrés contre des chefs d'États à la fin du XIXe siècle et au début du XXe siècle. Comme les meurtres d'Alexandre II de Russie en 1881, du président français Sadi Carnot en 1894, de l'impératrice Élisabeth d'Autriche en 1898, de Georges Ier de Grèce en 1913 ou encore la tentative d'assassinat de Léopold II en 1902.  
Par ailleurs, cet assassinat aurait eu une conséquence[Laquelle ?] sur le meurtre du 25e président américain, William McKinley, par l'anarchiste américain Léon Czolgosz.

## Contexte politique
Dès le début du règne d'Humbert Ier, le souverain est sujet à plusieurs tentatives d'attentats de la part d'anarchiste mécontents de la situation sociale de l'Italie. 

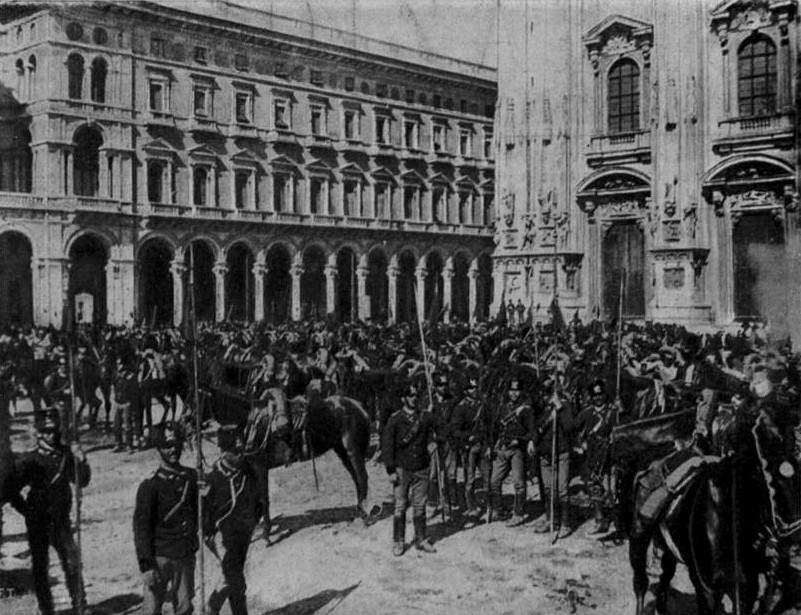
Les militaires occupant la Piazza del Duomo, par Luca Comerio, L'illustrazione italiana, 1898.

En 1898, la forte hausse du prix du blé à la suite de la taxe foncière crée à Milan une révolte populaire, le président du conseil, Antonio Starabba di Rudinì déclare alors l'état de siège et octroie les pleins pouvoirs au général Fiorenzo Bava Beccaris. Milan est placée sous contrôle militaire, Bava Beccaris ordonne des tirs de fusil et d'artillerie pour disperser les participants lors des protestations, aboutissant à un massacre, les résultats furent dramatiques une fois la rébellion réprimée. Selon le gouvernement, il y aurait eu 118 morts et 450 blessés. L'opposition décompte 400 morts et plus de 2 000 blessés. Après les évènements le roi envoie un télégramme pour féliciter Bava Beccaris pour le rétablissement de l'ordre et le décore plus tard de la médaille de grand officier de l'ordre militaire de Savoie « pour services rendus aux institutions et à la civilisation ». 
La répression sanglante de la révolte, la médaille et la nomination de Bava Beccaris comme sénateur ont suscité la forte indignation d'une partie de l'opinion publique et de l'opposition anarchiste-socialiste, dont Bresci lui-même qui, après le régicide, a déclaré explicitement vouloir « venger les morts de mai 1898 et l'insulte de la décoration au criminel Bava Beccaris ».

## Gaetano Bresci

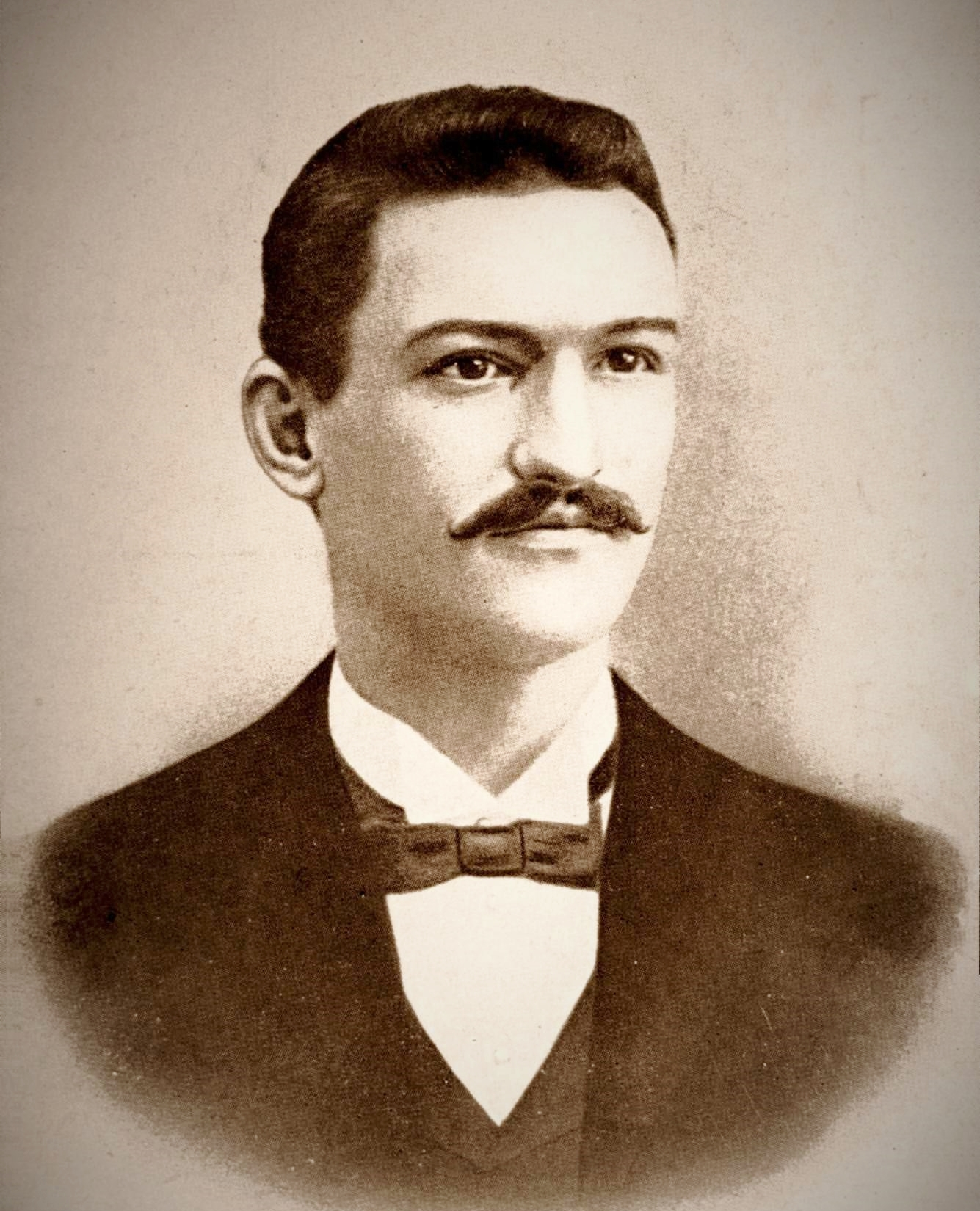
Gaetano Bresci.

Gaetano Bresci est né le 10 novembre 1869 à Prato en Toscane, dans une famille de la petite bourgeoisie, il travaille comme tisserand de soie. Il se radicalise à cause de ses expériences d'exploitation sur le lieu de travail et rejoint le mouvement anarchiste italien à l'âge de 15 ans. Après avoir été arrêté et placé sous surveillance policière pour sa dissidence politique, en 1895, il est exilé à Lampedusa par le gouvernement de Francesco Crispi. Pendant sa résidence forcée sur l'île, Bresci a étudié la littérature anarchiste et s'est radicalisé davantage. Bresci a obtenu l'amnistie en 1896 et est retourné sur le continent, où il est retourné travailler dans une usine de laine. Il a développé une réputation de dandy et s'est engagé dans de nombreuses aventures, ayant peut-être un enfant avec l'une de ses collègues.

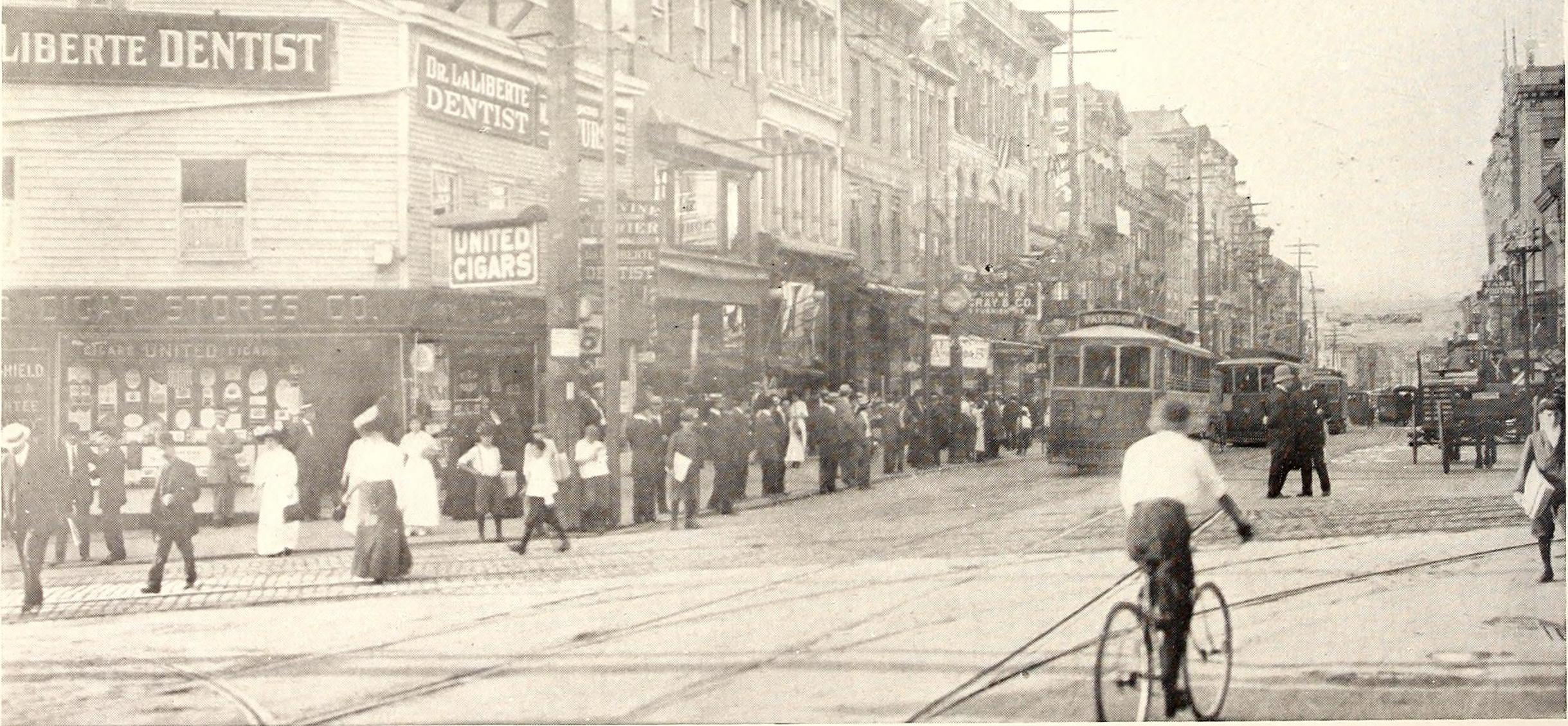
Peterson au début du XXe siècle.

En 1897, Bresci immigre aux États-Unis, de New York il déménage à Hoboken au New Jersey, où il a rencontré Sophie Kneiland, une Irlandaise-Américaine avec qui il a eu deux filles, Madeleine et Gaetanina. Pour subvenir aux besoins de sa famille, Bresci passait ses jours de semaine à travailler comme tisserand de soie à Paterson, retournant à Hoboken le week-end.
Il s'implique rapidement dans les syndicats locaux et dans le mouvement anarchiste local, assistant régulièrement à des réunions. En tant que membre du Groupe Droit à l'existence ( italien : Gruppo diritti all' esistenza ), Bresci a cofondé le journal La Questione Sociale, qu'il a soutenu financièrement et a contribué à sa publication en tant que journal prolifique.
À la suite du massacre de Milan en 1898, au cours duquel l'armée italienne a tue et blesse des centaines de grévistes, Bresci considère le roi italien Humbert Ier comme un « meurtrier » et jure de se venger de lui. Avec l'argent de La Questione Sociale, Bresci achète un revolver de calibre .38 et un aller simple pour l'Italie, disant à sa femme qu'il partait pour résoudre des affaires familiales.
En juin 1900, Bresci retourna dans sa ville natale de Prato, où il resta avec la famille de son frère, bien que le chef de la police locale était au courant de la présence de Bresci et savait que les dossiers de police le considéraient comme un « anarchiste dangereux », il n'en informa pas le ministère de l'Intérieur et ne confisqua pas son passeport. Il s'entraînait quotidiennement à tirer avec son revolver.

## Déroulement
Bresci visite Milan avec son ami Luigi Granotti avant de se rendre à Monza. Ayant appris que le roi d'Italie devait assister à une compétition de gymnastique à la Villa royale de Monza. Bresci a trouvé une chambre près de la gare et a attendu pour frapper. Pendant deux jours, il parcourut la région et restait attentif aux activités du roi.

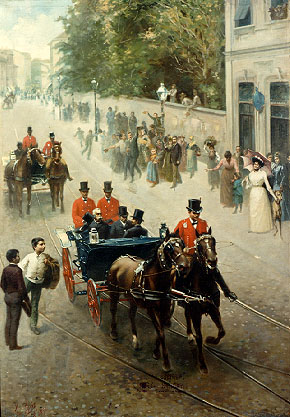
Le passage de la calèche royale à Monza, Luigi Sorio, Musée du Risorgimento, 1900.

Le matin du 29 juillet 1900, Bresci quitte son hôtel, Il passe la majeure partie de la journée à se promener en ville et à manger des glaces, s'arrêtant brièvement pour déjeuner avec un inconnu à qui il aurait dit « Regardez-moi attentivement, car vous vous souviendrez peut-être de moi pour le reste de votre vie ». Ce soir-là, à 21 h 30, Humbert prend sa voiture pour se rendre au stade, où il devait remettre des médailles aux athlètes de la compétition à 22 h. Il y avait très peu d'agents des forces de l'ordre stationnés le long du parcours et pas suffisamment pour contrôler efficacement les foules dans le stade. Bresci s'était positionné le long de la route sortant du stade pour se donner une chance de s'échapper, mais la foule excitée l'a balayé à moins de trois mètres de la voiture du roi et lui a bloqué la sortie. Parmi la foule, Bresci a sorti son revolver et a tiré sur Humbert trois ou quatre fois. Les chevaux se déchaînèrent et le roi fut emmené le plus tôt possible à Villa Royale, mais il y arriva sans vie. Bresci a été entouré par les carabiniers, avec lesquels il a eu une bagarre, il a déchiré l'uniforme de l'un d'eux et a finalement été capturé par le maréchal des carabiniers Locatelli en collaboration avec un pompier et emmené à la salle de garde de la caserne des carabiniers, évitant le lynchage de la foule. Après son arrestation il déclara « Je n'ai pas tué Umberto. J'ai tué le roi. J'ai tué un principe ». Le roi, confié aux médecin, fut déclaré mort à 22 h 40.

## Funérailles et retour à Rome
Le 30 juillet, les membres de la famille royale arrivèrent à Monza, le nouveau roi Victor-Emmanuel III, qui effectuait une croisière en Méditerranée avec son épouse Hélène de Monténégro, débarqua à Reggio de Calabre, puis atteint Naples, où il rencontra l'ancien Président du conseil, Francesco Crispi. De là, les nouveaux souverains arrivèrent en train à 18 h 30 à la gare de Monza, contrôlée par le régiment Genova Cavalleria. Le roi Victor-Emmanuel III a ainsi pu se recueillir sur la dépouille de son père au salon funéraire.
Le 8 août, après une cérémonie dans la chapelle de la Villa royale, le corps fut accompagné à la gare, d'où il partit pour Rome dans un wagon special avec le haut clergé et les dignitaires de la cour, à qui avait également été confié la Couronne de fer. À 18 h 30, il arriva à la gare Termini. Le 9 août, les funérailles religieuses sont célébrées à Rome, malgré la chaleur, la foule suit le cercueil, d'où le cortège funèbre, conduit par le général Amedeo Avogadro, au milieu de la foule, atteint le Panthéon, où le corps est enterré.

## Suites et conséquences

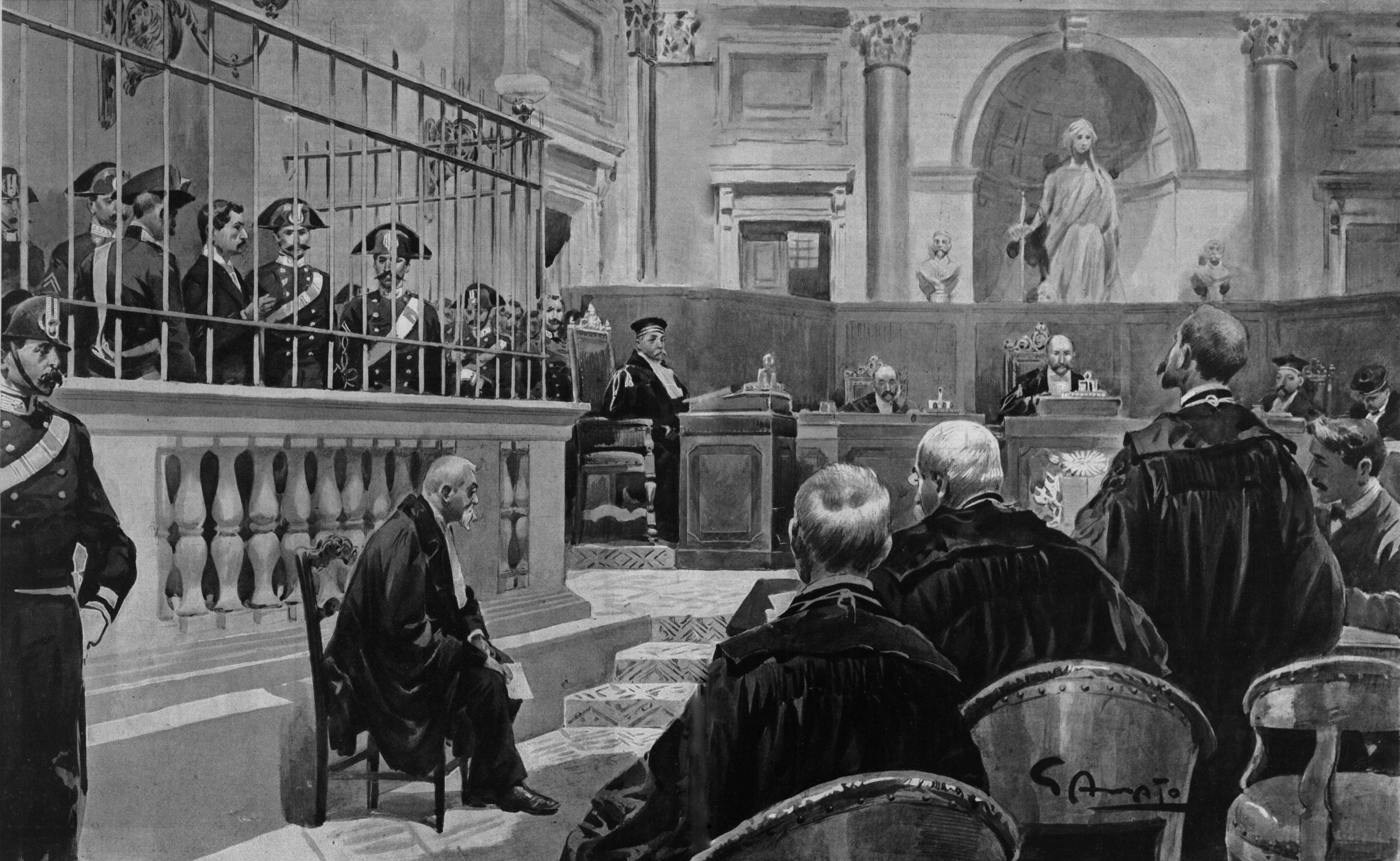
Le procès de Bresci, gravure de Gennaro D'Amato, L'illustrazione italiana, 1900.

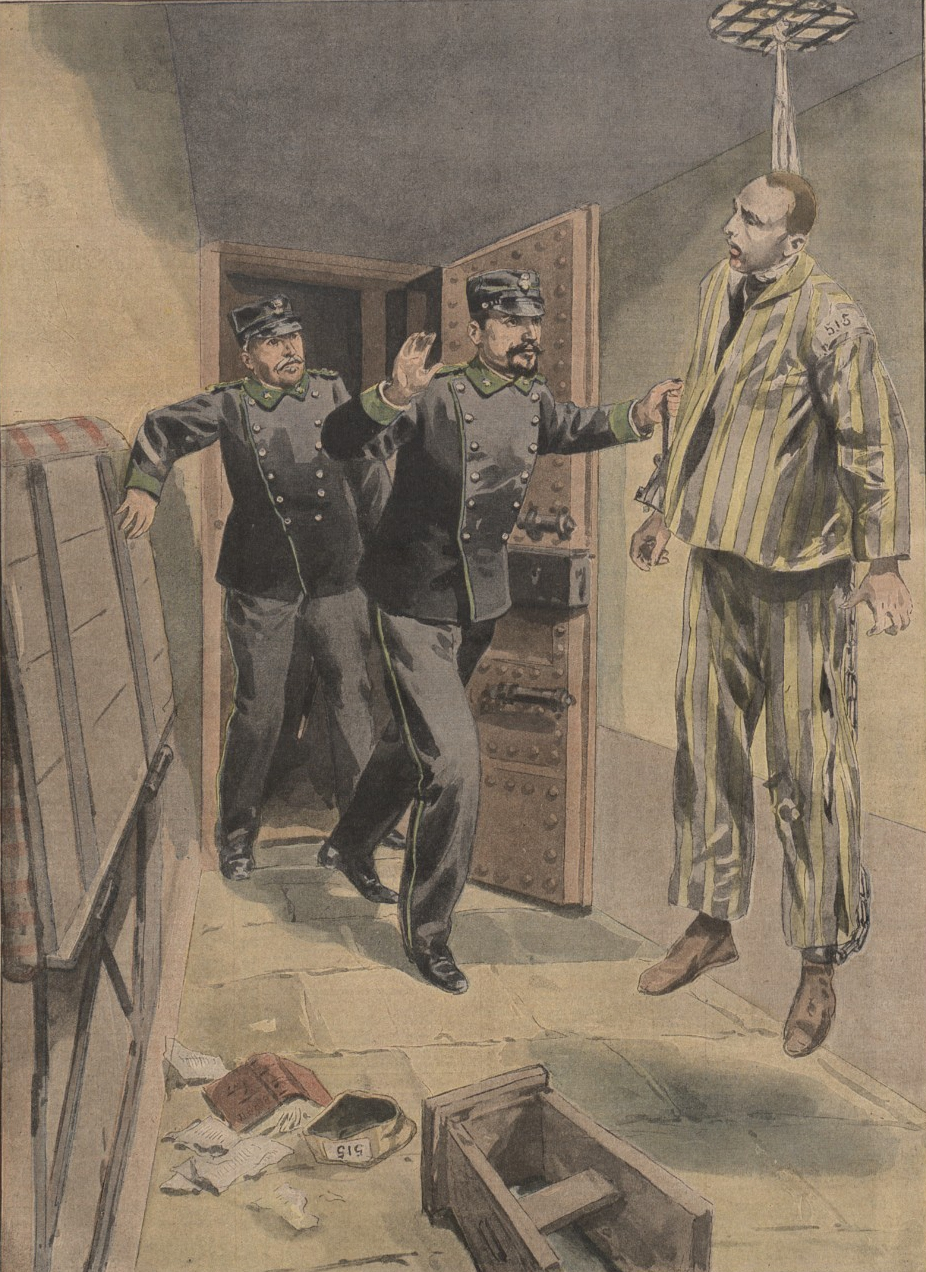
Le suicide de Bresci, Le Petit Journal, 1901.

Un mois après l'assassinat, le procès de Bresci eut lieu le 30 août 1900. Bresci sera condamné à la réclusion à perpétuité, aggravée par la ségrégation cellulaire pendant les sept premières années au pénitencier de Santo Stefano, sur l'île de Ventotene, dans une cellule de neuf mètres carrés construite pour le surveiller. L'anarchiste a purgé un peu plus d'un an de sa peine. le 22 mai 1901, il fut retrouvé pendu dans sa cellule et sa mort a été qualifiée de suicide. Des doutes subsistent cependant sur les causes de sa mort, attribuée selon certains à un passage à tabac par des gardiens de prison qui ont ensuite mis en scène son suicide. 
Le gouvernement italien a supposé que Bresci avait agi dans le cadre d'un complot. Le ministre de l'Intérieur Giovanni Giolitti était convaincu que l'assassinat avait été planifié par des anarchistes de Paterson tels qu'Errico Malatesta ou la reine napolitaine en exil Marie-Sophie, qui, selon Giolitti, envisageait de revenir au pouvoir en Italie. Une autre théorie populaire du complot affirmait que Giuseppe Ciancabilla avait été initialement choisi comme assassin par un comité révolutionnaire à Londres, mais avait été remplacé par Bresci après avoir été entré en conflit avec Malatesta au sujet de la rédaction de La Question Sociale.

## Hommages

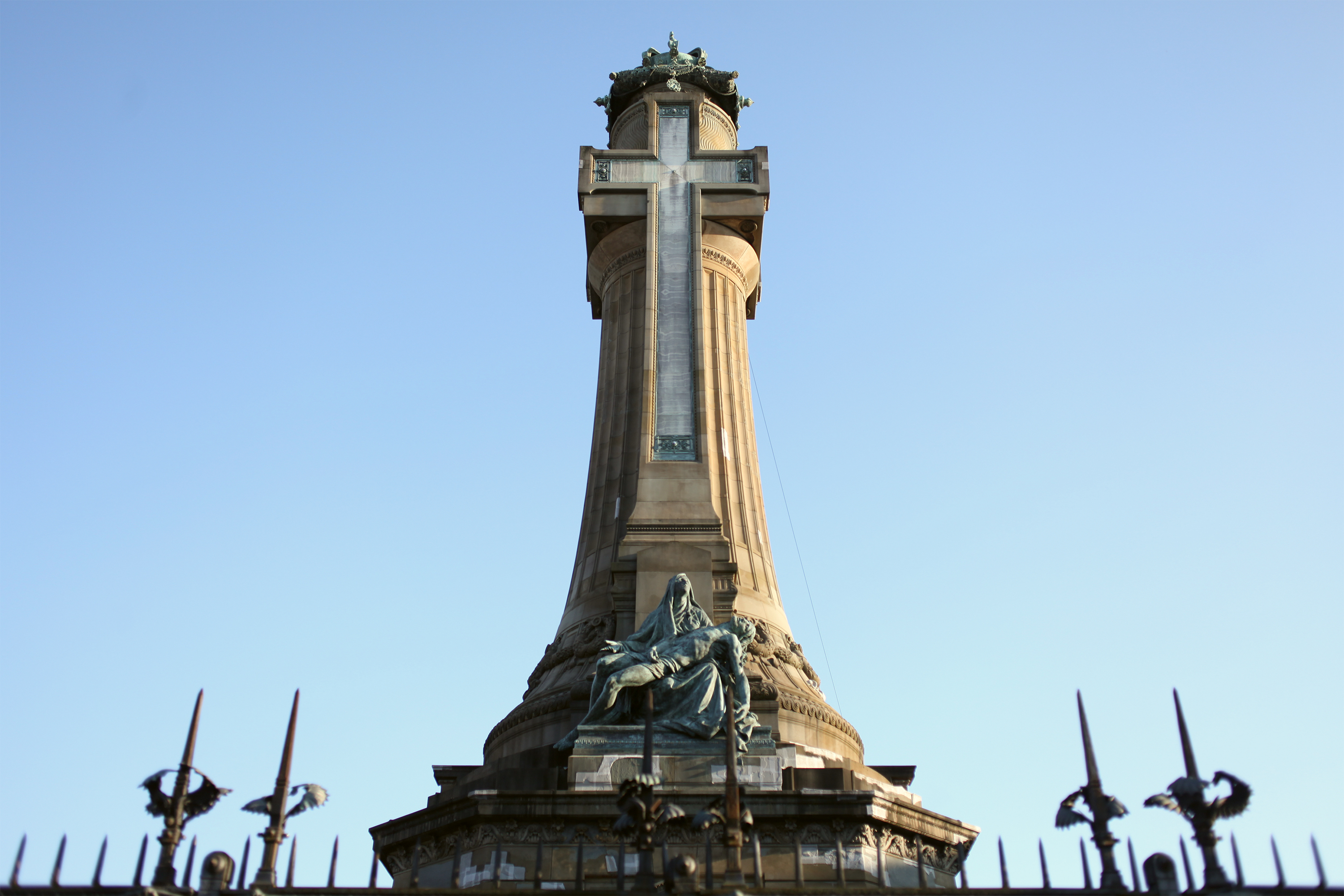
La chapelle expiatoire de Monza.

Sur le lieu de l'attentat, une chapelle expiatoire a été construite à Monza en 1910, en la mémoire du roi, conçue par l'architecte Giuseppe Sacconi, sur une demande du roi Victor-Emmanuel III.
À l'occasion du centenaire de l'attentat, le prétendant au trône d'Italie a été rappelé le 29 juillet 2000 pour une messe solennelle dans la cathédrale de Monza et aussi pour une commémoration à la Villa royale. Le maire de la ville, Roberto Colombo, et l'historien Aldo Mola ont participé aux cérémonies avec le duc Amédée de Savoie-Aoste et le prince Sergio de Yougoslavie. À Rome les monarchistes apportèrent des fleurs au tombeau du Panthéon.
En 1976, une rue de Prato, la ville natale de Bresci, porte son nom. Au cours des années 1980, les anarchistes toscans ont demandé qu'un monument à Bresci soit érigé à Turigliano, près de Carrare, mais le projet a été bloqué par le gouvernement. En juillet 1986, le conseil municipal contrôlé par le Parti communiste a voté pour permettre aux anarchistes d'avoir un espace dans le cimetière de Turigliano pour construire leur monument à Bresci malgré les protestations des militants monarchistes et du ministre de l'Intérieur Oscar Luigi Scalfaro. 
Les effets personnels de Bresci, y compris l'arme avec laquelle il a tué Humbert Ier avec quelques balles, se trouvent au Musée criminel de Rome. 